# 安法
安法（あんぽう、生没年不詳）は、平安時代中期の僧・歌人。俗名は源趁（みなもとのしたごう）。嵯峨源氏で左大臣・源融の曾孫にあたる。内蔵頭・源適の六男。母は大中臣安則の娘。中古三十六歌仙の一人。

## 経歴
父の適（はじめ）の頃から家運が衰え、出家して曾祖父の融が造営した六条河原院に住んだ。962年（応和2年）「庚申河原院歌合」を催している。源順・清原元輔・平兼盛・恵慶など多くの歌人と交流した。980年代天王寺別当を務めたという。
『拾遺和歌集』（3首）以下の勅撰和歌集に12首が入集。家集に『安法法師集』がある。娘（安法法師女）も勅撰歌人として『新古今和歌集』に2首が採録。
- くれはつる 年をしみかね うちふさば 夢見むほどに 春はきぬべし（『安法法師集』）